# Tropenmuseum
Tropenmuseum er et museum i Amsterdam. Museet indeholder en etnografisk samling af værker fra Sydøstasien. Oceania, Vestasien og Nordafrika og Latinamerika.
Museet er en del af det Kongelige Tropiske Institut.